# Атаманчук, Григорий Климентьевич
Григо́рий Климе́нтьевич Атаманчу́к (22 августа 1922, Дунаевецкий район — 27 ноября 1994, Ессентуки, Ставропольский край) — советский офицер, участник Великой Отечественной войны, командир взвода миномётной роты 231-го гвардейского стрелкового полка 75-й гвардейской стрелковой дивизии 30-го стрелкового корпуса 60-й армии Центрального фронта, гвардии старший лейтенант, Герой Советского Союза (17.10.1943), позднее — гвардии майор.

## Биография
Родился 22 августа 1922 года в селе Терновая ныне Дунаевецкого района Хмельницкой области (Украина) в семье рабочего. Украинец.
Окончил 10 классов в городе Грозный (Чеченская республика, РФ), и здесь же учился в железнодорожном техникуме.
В Красной армии с 21 мая 1941 года, призван Грозненским горвоенкоматом Чечено-Ингушской АССР.

### В годы Великой Отечественной войны
В марте 1942 года окончил Астраханское военное пехотное училище и направлен в действующую армию. Член ВКП(б) с 1943 года.
В должности командира миномётного взвода участвовал в обороне Сталинграда сначала в составе 907-й стрелковой дивизии, а с 30 сентября 1942 года в составе 95-й стрелковой дивизии, в 161-м стрелковом полку (который позднее стал 231-м гвардейским стрелковым полком), с ним прошёл путь до конца войны. За образцовое выполнение заданий командования и массовый героизм воинов 95-я стрелковая дивизия была преобразована в 75-ю гвардейскую стрелковую дивизию, Атаманчуку Г. К. было присвоено звание гвардии ст. лейтенант, он был награждён медалью «За оборону Сталинграда».
С 6 июля 1943 года в районе Поныри—Ольховатка Атаманчук Г. К. участвует в боях по отражению немецкого наступления на Курской дуге.

В боях на Орлово-Курском направлении 8.7.43 г. при отражении контратак пехоты и танков противника, со своим взводом подавил 8 огневых точек противника и до 50 солдат и офицеров. В результате чего атака танков и пехота была отбита. 
Приказом войскам 75-й гвардейской стрелковой дивизии № 19/н от 2.08.1943 г. Атаманчук Г. К. был награждён медалью «За отвагу».
Гвардии старший лейтенант Атаманчук Г. К. особо отличился при форсировании реки Днепр севернее Киева, в боях при захвате и удержании плацдарма в районе сел Глебовка и Ясногородка (Вышгородский район Киевской области) на правом берегу Днепра осенью 1943 года. В наградном листе командир 231-го гв. стрелкового полка 75-й гвардейской стрелковой дивизии гв. подполковник Маковецкий Ф. Е. написал
 :

В боях на Киевском направлении с 25.8 по 8.10.43 г. проявил себя смелым, решительным, мужественным и отважным офицером.
В боях за форсирования р. Днепр Атаманчук, находясь в боевых порядках пехоты, лично производил разведку огневых точек противника и, умело управляя огнём своего взвода, успешно подавил и уничтожил их, обеспечивая успешность продвижения наших стрелковых подразделений.
С выходом на русло старого Днепра Атаманчук, обнаружив большое скопление пехоты противника и большое количество переправочных средств, с помощью которых противник намеревался переправиться через старый Днепр и там закрепиться на новом рубеже, интенсивным огнём своих минометов уничтожил все переправочные средства, истребил до роты пехоты и не допустил выход врага на новый оборонительный рубеж на западный берег старого Днепра.
2.10.43 г. в боях за дер. Ясногородка Атаманчук выдвинул свой взвод непосредственно в боевые порядки пехоты и умело применяя минометы для стрельбы прямой наводкой подавил 8 огневых точек противника, рассеял и уничтожил более взвода пехоты.

Невзирая на ожесточенный артминометный огонь противника Атаманчук смело выдвигал свой взвод на новые выгодные рубежи и, зачастую лично ведя огонь из минометов, во всех случаях способствовал успешному выполнению боевых задач стрелковыми подразделениями. Лично сам уничтожил 4-е пулемета противника и до 20 вражеских солдат и офицеров.
Указом Президиума Верховного Совета СССР от 17 октября 1943 года за успешное форсировании реки Днепр севернее Киева, прочное закрепление плацдарма на западном берегу реки Днепр и проявленные при этом мужество и геройство гвардии старшему лейтенанту Атаманчуку Григорию Климентьевичу присвоено звание Героя Советского Союза с вручением ордена Ленина и медали «Золотая Звезда» .
На заключительном этапе войны, в составе войск 1-го Белорусского фронта, принимал участие в форсировании реки Одер.

### В послевоенные годы
С августа 1946 года майор Атаманчук Г. К. — в отставке. В 1952 году он окончил Ростовский институт инженеров железнодорожного транспорта, после окончания которого жил в городе Конотоп Сумской области, где работал на железнодорожном транспорте, а затем в городе Чернигове (Украина), где был машинистом-инструктором локомотивного депо.
С 1986 года жил в городе Ессентуки Ставропольского края. Скончался 27 ноября 1994 года.

## Награды
- Медаль «Золотая Звезда» Героя Советского Союза (№ 1546)
- Орден Ленина
- Орден Отечественной войны I степени
- Медали, в том числе:
  - Медаль «За оборону Сталинграда»
  - Медаль «За отвагу»
  - Медаль «За победу над Германией в Великой Отечественной войне 1941—1945 гг.»
  - Юбилейная медаль «Двадцать лет Победы в Великой Отечественной войне 1941—1945 гг.»
  - Юбилейная медаль «Тридцать лет Победы в Великой Отечественной войне 1941—1945 гг.»
  - Юбилейная медаль «Сорок лет Победы в Великой Отечественной войне 1941—1945 гг.»

## Память
- Похоронен в Ессентуках.